# Saison 6 de Grey's Anatomy : Station 19
Chronologie
Saison 5 Saison 7
Cet article présente le guide des épisodes de la sixième saison de la série télévisée américaine Grey's Anatomy : Station 19.

## Diffusion
La saison est disponible depuis le 19 juillet 2023 sur Disney+, et est diffusée à partir du 19 mars 2025 sur TF1. Bien que cette saison ait des épisodes en lien avec ceux de la saison 19 de Greys Anatomy, elle est diffusée en seconde partie de soirée dans les soirées consacrées à la diffusion des épisodes la saison 20 puis 21.

## Distribution

### Acteurs principaux
- Jaina Lee Ortiz (VF : Stéphanie Hédin) : lieutenante Andrea « Andy » Herrera
- Jason George (VF : Denis Laustriat) : Ben Warren, pompier
- Grey Damon (VF : Thibaut Lacour) : Jack Gibson, lieutenant
- Barrett Doss (en) (VF : Déborah Claude) : Victoria « Vic » Hughes, pompière
- Jay Hayden (en) (VF : Valentin Merlet) : Travis Montgomery, pompier
- Danielle Savre (VF : Ariane Aggiage) : Maya Bishop, pompier, lieutenant
- Boris Kodjoe (VF : Daniel Lobé) : Robert Sullivan, lieutenant
- Stefania Spampinato (VF : Audrey Sourdive) : Carina DeLuca
- Carlos Miranda (VF : Julien Allouf) : Theo Ruiz, lieutenant
- Josh Randall (VF : Philippe Valmont) : Sean Beckett, capitaine
- Merle Dandridge (VF : Laura Zichy) : Capitaine Natasha Ross, chef des pompiers
- Pat Healy (VF : Sylvain Agaësse) : Michael Dixon, ancien chef des pompiers

### Acteurs récurrents
- Chandra Wilson (VF : Zaïra Benbadis) : Dre Miranda Bailey
- Kelly Thiebaud (VF : Sara Viot) : Eva Vasquez
- Rob Heaps : Eli Stern

### Invités
- Rigo Sanchez (VF : Eilias Changuel) : Rigo Vasquez
- Michael Grant Terry : Officer Jones
- Tracie Thoms (VF : Nathalie Homs) : Dre Diane Lewis
- Joel McKinnon Miller : Reggie

### Invités deGrey's Anatomy
- Niko Terho : Dr Lucas Adams
- Ellen Pompeo (VF : Céline Mauge) : Dre Meredith Grey
- Caterina Scorsone (VF : Élisabeth Ventura) : Dre Amelia Shepherd
- Kelly McCreary (VF : Diane Dassigny) : Dre Maggie Pierce
- Kim Raver (VF : Juliette Degenne) : Dre Teddy Altman
- Anthony Hill (VF : Stanislas Forlani) : Dr Winston Ndugu
- Harry Shum Jr. (VF : Julien Rampon-Lamard) : Dr Daniel « Blue » Kwan
- Aniela Gumbs (VF : Kaycie Chase) : Zola Grey Shepherd
- Jaicy Elliot (VF : Diane Kristanek) : Dr Taryn Helm

## Épisodes

### Épisode 1:Tornade à Seattle
- États-Unis /  Canada : 6 octobre 2022 sur ABC / CTV
- France : 19 juillet 2023 sur Disney+ / 19 mars 2025 sur TF1
- Belgique : 25 août 2023 sur RTL TVI
- Suisse : 15 octobre 2023 sur RTS 1

- États-Unis : 4,20 millions de téléspectateurs (première diffusion)

### Épisode 2:Les Squelettes dans le placard
- États-Unis /  Canada : 13 octobre 2022 sur ABC / CTV
- France : 19 juillet 2023 sur Disney+ / 19 mars 2025 sur TF1
- Belgique : 25 août 2023 sur RTL TVI
- Suisse : 15 octobre 2023 sur RTS 1

- États-Unis : 3,74 millions de téléspectateurs (première diffusion)

- Niko Terho : Dr Lucas Adams

### Épisode 3:Les Mains liées
- États-Unis /  Canada : 20 octobre 2022 sur ABC / CTV
- France : 19 juillet 2023 sur Disney+ / 26 mars 2025 sur TF1
- Belgique : 1er septembre 2023 sur RTL TVI
- Suisse : 22 octobre 2023 sur RTS 2

- États-Unis : 3,9 millions de téléspectateurs (première diffusion)

### Épisode 4:Faire face à ses démons
- États-Unis /  Canada : 27 octobre 2022 sur ABC / CTV
- France : 19 juillet 2023 sur Disney+ / 26 mars 2025 sur TF1
- Belgique : 1er septembre 2023 sur RTL TVI
- Suisse : 22 octobre 2023 sur RTS 2

- États-Unis : 3,87 millions de téléspectateurs (première diffusion)

### Épisode 5:Contre la montre
- États-Unis /  Canada : 3 novembre 2022 sur ABC / CTV
- France : 19 juillet 2023 sur Disney+ / 2 avril 2025 sur TF1
- Belgique : 8 septembre 2023 sur RTL TVI
- Suisse : 29 octobre 2023 sur RTS 1

- États-Unis : 3,52 millions de téléspectateurs (première diffusion)

### Épisode 6:De l'orage dans l'air
- États-Unis /  Canada : 10 novembre 2022 sur ABC / CTV
- France : 19 juillet 2023 sur Disney+ / 2 avril 2025 sur TF1
- Belgique : 8 septembre 2023 sur RTL TVI
- Suisse : 29 octobre 2023 sur RTS 1

- États-Unis : 3,98 millions de téléspectateurs (première diffusion)

### Épisode 7:La caserne s'amuse
- États-Unis /  Canada : 23 février 2023 sur ABC / CTV
- France : 19 juillet 2023 sur Disney+ / 9 avril 2025 sur TF1
- Belgique : 15 septembre 2023 sur RTL TVI
- Suisse : 5 novembre 2023 sur RTS 1

- États-Unis : 3,97 millions de téléspectateurs (première diffusion)

- Ellen Pompeo : Dre Meredith Grey
- Caterina Scorsone : Dre Amelia Shepherd
- Kelly McCreary : Dre Maggie Pierce
- Kim Raver : Dre Teddy Altman
- Anthony Hill : Dr Winston Ndugu
- Harry Shum Jr. : Dr Daniel « Blue » Kwan
- Aniela Gumbs : Zola Grey Shepherd

### Épisode 8:Une maison d'enfance
- États-Unis /  Canada : 2 mars 2023 sur ABC / CTV
- France : 19 juillet 2023 sur Disney+ / 9 avril 2025 sur TF1
- Belgique : 15 septembre 2023 sur RTL TVI
- Suisse : 5 novembre 2023 sur RTS 1

- États-Unis : 3,83 millions de téléspectateurs (première diffusion)

- Tracie Thoms : Dre Diane Lewis

### Épisode 9:Recrue d'un jour
- États-Unis /  Canada : 9 mars 2023 sur ABC / CTV
- France : 19 juillet 2023 sur Disney+ / 16 avril 2025 sur TF1
- Belgique : 22 septembre 2023 sur RTL TVI
- Suisse : 12 novembre 2023 sur RTS 1

- États-Unis : 3,97 millions de téléspectateurs (première diffusion)

### Épisode 10:Le Simulateur
- États-Unis /  Canada : 16 mars 2023 sur ABC / CTV
- France : 19 juillet 2023 sur Disney+ /  16 avril 2025 sur TF1
- Belgique : 22 septembre 2023 sur RTL TVI
- Suisse : 12 novembre 2023 sur RTS 1

- États-Unis : 4,30 millions de téléspectateurs (première diffusion)

- Chandra Wilson : Dr Miranda Bailey

### Épisode 11:Ne pas subir
- États-Unis /  Canada : 23 mars 2023 sur ABC / CTV
- France : 19 juillet 2023 sur Disney+ / 23 avril 2025 sur TF1
- Belgique : 29 septembre 2023 sur RTL TVI
- Suisse : 19 novembre 2023 sur RTS 1

- États-Unis : 3,88 millions de téléspectateurs (première diffusion)

- Tracie Thoms : Dre Diane Lewis

### Épisode 12:Au fond du gouffre
- États-Unis /  Canada : 30 mars 2023 sur ABC / CTV
- France : 19 juillet 2023 sur Disney+ / 23 avril 2025 sur TF1
- Belgique : 29 septembre 2023 sur RTL TVI
- Suisse : 19 novembre 2023 sur RTS 1

- États-Unis : 3,76 millions de téléspectateurs (première diffusion)

### Épisode 13:De solides fondations
- États-Unis /  Canada : 6 avril 2023 sur ABC / CTV
- France : 19 juillet 2023 sur Disney+ / 30 avril 2025 sur TF1
- Belgique : 6 octobre 2023 sur RTL TVI
- Suisse : 26 novembre 2023 sur RTS 1

- États-Unis : 3,70 millions de téléspectateurs (première diffusion)

- Chandra Wilson : Dr Miranda Bailey

### Épisode 14:Tous aux fourneaux
- États-Unis /  Canada : 13 avril 2023 sur ABC / CTV
- France : 19 juillet 2023 sur Disney+ / 30 avril 2025 sur TF1
- Belgique : 6 octobre 2023 sur RTL TVI
- Suisse : 26 novembre 2023 sur RTS 1

- États-Unis : 3,91 millions de téléspectateurs (première diffusion)

### Épisode 15:Photo-chantage
- États-Unis /  Canada : 20 avril 2023 sur ABC / CTV
- France : 19 juillet 2023 sur Disney+ / 7 mai 2025 sur TF1
- Belgique : 13 octobre 2023 sur RTL TVI
- Suisse : 3 décembre 2023 sur RTS 1

- États-Unis : 3,96 millions de téléspectateurs (première diffusion)

- Jaicy Elliot : Dr Taryn Helm

### Épisode 16:Sens dessus dessous
- États-Unis /  Canada : 4 mai 2023 sur ABC / CTV
- France : 19 juillet 2023 sur Disney+ / 7 mai 2025 sur TF1
- Belgique : 13 octobre 2023 sur RTL TVI
- Suisse : 3 décembre 2023 sur RTS 1

- États-Unis : 3,79 millions de téléspectateurs (première diffusion)

- Chandra Wilson : Dr Miranda Bailey

### Épisode 17:Tout ce que j'ai pu faire
- États-Unis /  Canada : 11 mai 2023 sur ABC / CTV
- France : 19 juillet 2023 sur Disney+ / 14 mai 2025 sur TF1
- Belgique : 20 octobre 2023 sur RTL TVI
- Suisse : 10 décembre 2023 sur RTS 1

- États-Unis : 3,51 millions de téléspectateurs (première diffusion)

### Épisode 18:La Vie de star
- États-Unis /  Canada : 18 mai 2023 sur ABC / CTV
- France : 19 juillet 2023 sur Disney+ / 14 mai 2025 sur TF1
- Belgique : 20 octobre 2023 sur RTL TVI
- Suisse : 10 décembre 2023 sur RTS 1

- États-Unis : 3,72 millions de téléspectateurs (première diffusion)

- Chandra Wilson : Dr Miranda Bailey